# István Sőtér
Dans le nom hongrois Sőtér István, le nom de famille précède le prénom, mais cet article utilise l’ordre habituel en français István Sőtér, où le prénom précède le nom.
István Sőtér, né le 1er juin 1913 à Szeged – mort le 7 octobre 1988 à Budapest, est un écrivain, historien de la littérature, traducteur, essayiste et professeur d’université hongrois.
Il a édité une histoire de la littérature hongroise (A magyar irodalom története) en six volumes.